# Meer (watervlakte)

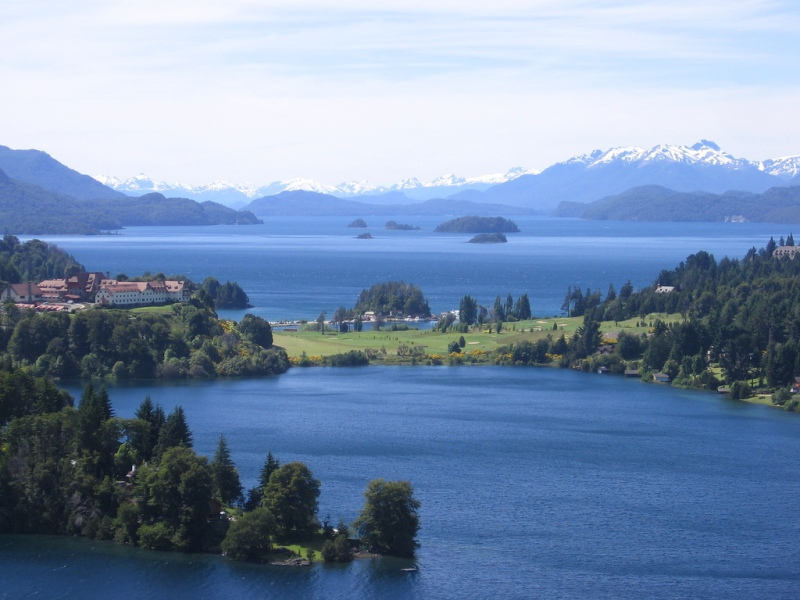
Meer

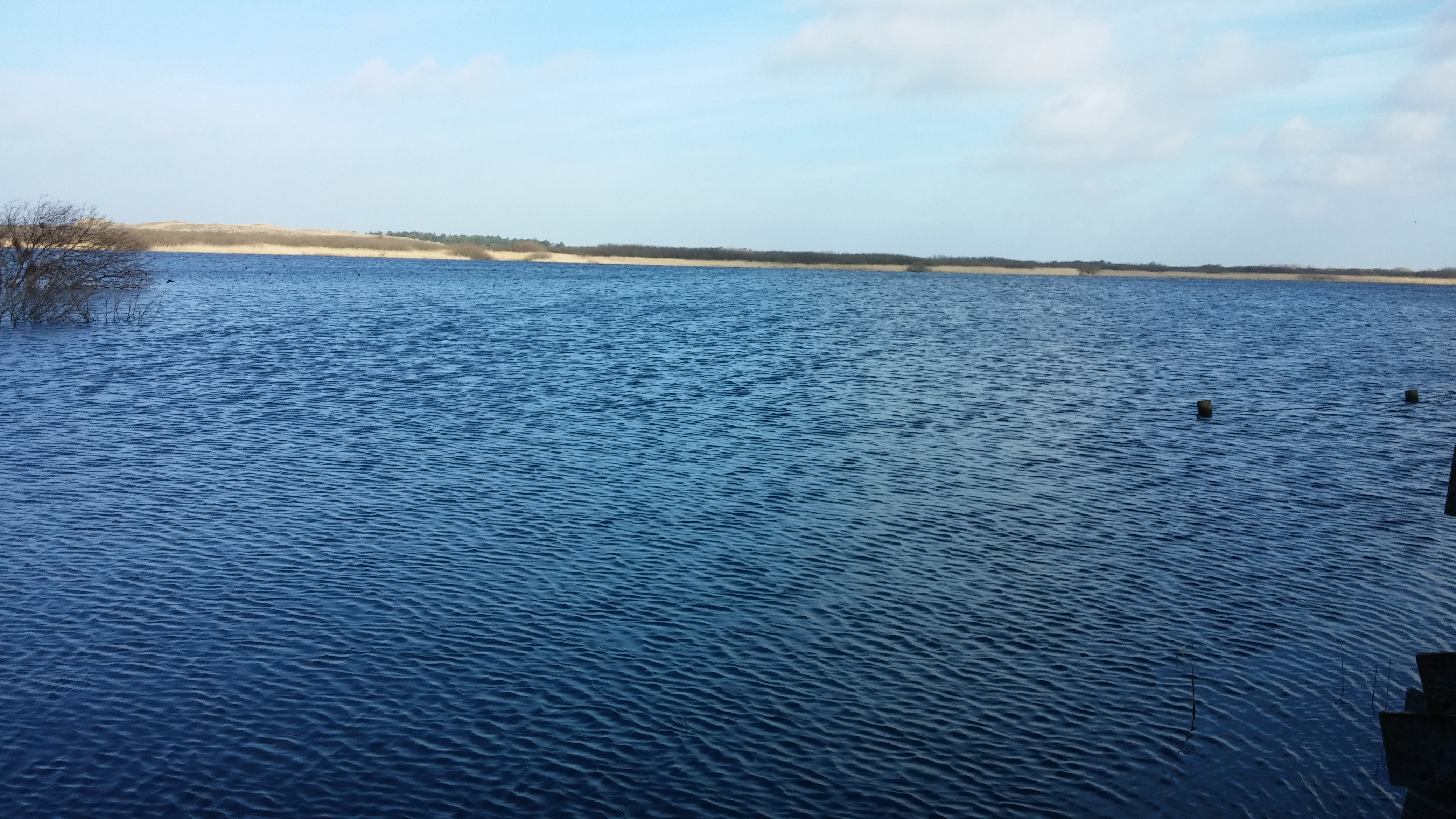
Meer in Nederland

Een meer is een door land omringde watervlakte, meestal met zoetwater.
De meeste meren hebben een of meer voedende en afwaterende rivieren. Veel meren, zoals het Bodenmeer in de Rijn, worden beschouwd als onderdeel van een rivier. Zo'n rivier is echter geen criterium voor een meer; de afwatering kan ook gebeuren door verdamping en de watertoevoer kan ook direct afkomstig zijn van neerslag.
Meren die geen afwatering hebben, zoals de Kaspische Zee, de Dode Zee en het Great Salt Lake, bevatten vaak zout water. Ze worden om die reden soms niet als meer, maar als zee beschouwd. De eerste twee liggen zelfs beneden zeeniveau en kunnen dus geen natuurlijke afwatering hebben.
Het Nederlandse IJsselmeer is een uitzondering. Het ligt beneden zeeniveau. De afwatering via de Afsluitdijk geschiedt door spuien bij laagwater.

## Soorten watervlakten
- Een plas is een meer dat kunstmatig is ontstaan door turfwinning (afgraving van veen) of de winning van delfstoffen zoals zand en grind. Vaak blijven hierbij diepe plassen achter, tot wel dertig meter diep. Veel plassen hebben een recreatiebestemming gekregen.
- Een ven is een natuurlijk ontstaan heidemeer.
- Een stuwmeer is een kunstmatig meer dat is ontstaan door een rivier af te dammen.
- Wateroppervlaktes die in tuinen en parken zijn aangelegd worden veelal vijver genoemd.

## De grootste meren op aarde
Deze lijst betreft meren gesorteerd naar oppervlakte. Het Baikalmeer, nummer 8 op de lijst, is qua inhoud het grootste meer.
1. Kaspische Zee (Azië) - 371.000 km²
2. Bovenmeer (Noord-Amerika) - 83.000 km²
3. Victoriameer (Afrika) - 68.800 km²
4. Huronmeer (Noord-Amerika) - 60.000 km²
5. Michiganmeer (Noord-Amerika) - 58.020 km²
6. Tanganyikameer (Afrika) - 32.900 km²
7. Great Bear Lake (Noord-Amerika) - 31.790 km²
8. Baikalmeer (Azië) - 30.500 km²
9. Malawimeer (Afrika) - 29.600 km²

- Het Ladogameer (17.700 km²) is het grootste meer van Europa.

De grootste meren in het Nederlands taalgebied:
- Het Brokopondostuwmeer (1.560 km²) is het grootste meer van Suriname.
- Het IJsselmeer (1.100 km²) is het grootste meer van Nederland.
- Het Schulensmeer (0,9 km²) is het grootste meer van Vlaanderen.

- Het stuwmeer Plate Taille (3,74 km²) is het grootste meer van België.

### In andere talen
Het Nederlandse woord meer heeft in andere Europese talen (Duits, Frans, Latijn) een cognaat dat zee betekent (respectievelijk Meer, mer en mare). Andersom betekent het Duitse der See (mannelijk) het meer. Die See (vrouwelijk) betekent dan weer de zee, zoals bijvoorbeeld in die Nordsee en die Ostsee. De vrouwelijke vorm wordt vaker gebruikt in gebieden waar Nederduits gesproken wordt dan daarbuiten.

## Meren in Nederland
Alkmaardermeer - Amstelmeer - Bergumermeer - Binnenbedijkte Maas - Braassemermeer - Brandemeer - Brielse Meer - Eemmeer - Esmeer - Fluessen - Giethoornsche Meer - Goëngarijpsterpoelen - Gooimeer - Grevelingenmeer - Groote Brekken - Groote Gaastmeer - Heegermeer - De Holken - Idskenhuistermeer - IJlsterbrekken - IJsselmeer - Ketelmeer - Koevordermeer - Langweerderwielen - Lauwersmeer - Leekstermeer - Markermeer - Markiezaatsmeer - Morra - Naardermeer - Nieuwe Meer - Noord Aa - Oostvoornse Meer - Oudegaasterbrekken - Paterswoldsemeer - Pikmeer - Ringwiel - Schildmeer - Slotermeer - Sneekermeer - Terhornsterpoelen - Terhornstermeer - Terkaplesterpoelen - Tjeukemeer - Uitgeestermeer - Veerse Meer - Veluwerandmeren - Vlakke Brekken - Zandmeer - Zuidlaardermeer - Zwarte Meer.

## Plassen in Nederland
Gegraven watervlakten.
Alba - Ankeveense Plassen - Belterwijde - Bergse Plassen - Beulakerwijde - Botshol - Bovenwijde - Brandemeer - Bussloo - Gaasperplas - Haskerwijd - Henschotermeer - Idzegaasterpoel - Kagerplassen - Kralingse Plas - Langeraarsche Plassen - De Leijen - Loosdrechtse Plassen - Mookerplas - Nannewijd - Nieuwkoopse plassen - Noorder IJplas - Oldambtmeer - Ouderkerkerplas - Reeuwijkse plassen - Rhederlaag - Rietplas - Het Rutbeek - Sloterplas - De Stootersplas - Vinkeveense Plassen - Westeinderplassen - Woldmeer - Zandenplas - Zegerplas - Zevenhuizerplas - Zoetermeerse Plas.

## Meren in België
Schulensmeer - Meren van de Eau d'Heure (waaronder Plate Taille) - Rauwse Meer - Meer van de Gileppe - Meer van Bütgenbach - Eglegemvijver - Donkmeer - Lac de Warfaaz - Meer van Genval - Meer van Virelles - Kraenepoel - Grand Large - Dikkebusvijver - Zillebekevijver - Bellewaerdevijver.

## Meren elders in Europa
Balatonmeer - Bodenmeer - Comomeer - Gardameer - Ladogameer - Lago Maggiore - Loch Ness - Mälarmeer - Meer van Annecy - Meer van Genève - Meer van Lugano - Meer van Ohrid - Meer van Shkodër - Meer van Zürich - Neusiedler Meer - Onegameer - Päijännemeer - Peipusmeer - Prespameer - Saimaameer - Vänermeer - Vättermeer - Vierwoudstrekenmeer.

## Meren elders in de wereld
Aralmeer - Baikalmeer - Biwameer - Bovenmeer - Eriemeer - Great Bear Lake - Great Slave Lake - Huronmeer - Meer van Nicaragua - Michiganmeer - Ontariomeer - Sevanmeer - Tanganyikameer - Titicacameer - Tobameer - Tonlé Sapmeer - Victoriameer - Vostokmeer - Malawimeer - Winnipegmeer.